# Aporum shompenii
Aporum shompenii é uma espécie de orquídea epífita de hábito pendente e flores pequenas, que habita a Ilha Nicobar.